# Alan Mannus
Alan Mannus (Toronto, 19 mei 1982) is een in Canada geboren Noord-Ierse voetballer. Mannus speelt sinds 2018 voor Shamrock Rovers.

## Carrière

### Clubcarrière
Mannus doorliep de jeugdreeksen van Linfield FC en maakte in 2000 de overstap naar het eerste elftal. Na enkele uitleenbeurten werd hij in 2002 de eerste doelman bij de club. In 2003 maakte hij een doelpunt tegen Omagh Town: een verre uittrap van hem belandde in het doel aan de overzijde van het veld. In 2008 werd hij verkozen tot Speler van het Jaar in Noord-Ierland.
In juni 2009 ging Mannus op proef bij de Engelse tweedeklasser Bradford City, maar hij verhuisde uiteindelijk naar het Ierse Shamrock Rovers. Hij was hier twee jaar titularis. Sinds 2011 speelt hij voor het Schotse St. Johnstone FC, waarmee hij in 2014 de Scottish Cup won. Mannus speelde 228 officiële wedstrijden voor de club (alle competities inbegrepen), maar desondanks maakte de club op 18 april 2018 bekend dat zijn aflopend contract niet zou verlengd worden. Mannus keerde daarop na zeven jaar terug naar Shamrock Rovers.

### Interlandcarrière
Mannus maakte in 2004 zijn debuut voor Noord-Ierland in een oefeninterland tegen Trinidad en Tobago. Mannus speelde sindsdien acht interlands. Hij werd geselecteerd voor het EK 2016, maar Mannus bleef het hele toernooi op de bank. Noord-Ierland bereikte op dat toernooi de achtste finale, waarin het werd uitgeschakeld door Wales.

## Erelijst
| Competitie                |             |                                             |             |             |
| Competitie                | Aantal      | Jaren                                       |             |             |
| Linfield FC               | Linfield FC | Linfield FC                                 | Linfield FC | Linfield FC |
| ------------------------- | ----------- | ------------------------------------------- | ----------- | ----------- |
| Kampioen NIFL Premiership | 5x          | 2000/01, 2003/04, 2005/06, 2006/07, 2007/08 |             |             |
| Irish Cup                 | 4x          | 2001/02, 2005/06, 2006/07, 2007/08          |             |             |
| Irish League Cup          | 2x          | 2005/06, 2007/08                            |             |             |
| County Antrim Shield      | 4x          | 2000/01, 2003/04, 2004/05, 2005/06          |             |             |
| Setanta Sports Cup        | 1x          | 2005                                        |             |             |
| Shamrock Rovers           |             |                                             |             |             |
| Kampioen Premier Division | 2x          | 2010, 2011                                  |             |             |
| Setanta Sports Cup        | 1x          | 2011                                        |             |             |
| St. Johnstone FC          |             |                                             |             |             |
| Scottish Cup              | 1x          | 2013/14                                     |             |             |

1 McGovern ·
2 McLaughlin ·
3 Ferguson ·
4 McAuley ·
5 J. Evans ·
6 Baird ·
7 McGinn ·
8 Davis ·
9 Grigg ·
10 Lafferty ·
11 Washington ·
12 Carroll ·
13 C. Evans ·
14 Dallas ·
15 McCullough ·
16 Norwood ·
17 McNair ·
18 Hughes ·
19 Ward ·
20 Cathcart ·
21 Magennis ·
22 Hodson ·
23 Mannus · 
Coach: O'Neill